# Griesenberg
Griesenberg ist ein Weiler der Gemeinde Amlikon-Bissegg im Bezirk Weinfelden des Kantons Thurgau in der Schweiz und eine ehemalige Ortsgemeinde in der damaligen Munizipalgemeinde Amlikon. Am 1. Januar 1995 fusionierte Griesenberg mit den Ortsgemeinden Amlikon, Bissegg und Strohwilen zur politischen Gemeinde Amlikon-Bissegg.

## Geographie
Die weitläufige Ortsgemeinde Griesenberg auf dem Wellenberg umfasst die Weiler Altenburg, Bänikon, Fimmelsberg (1228 als Vilmarsperc urkundlich erwähnt), Holzhof, Leutmerken und Tümpfel sowie weitere Siedlungen.

## Geschichte

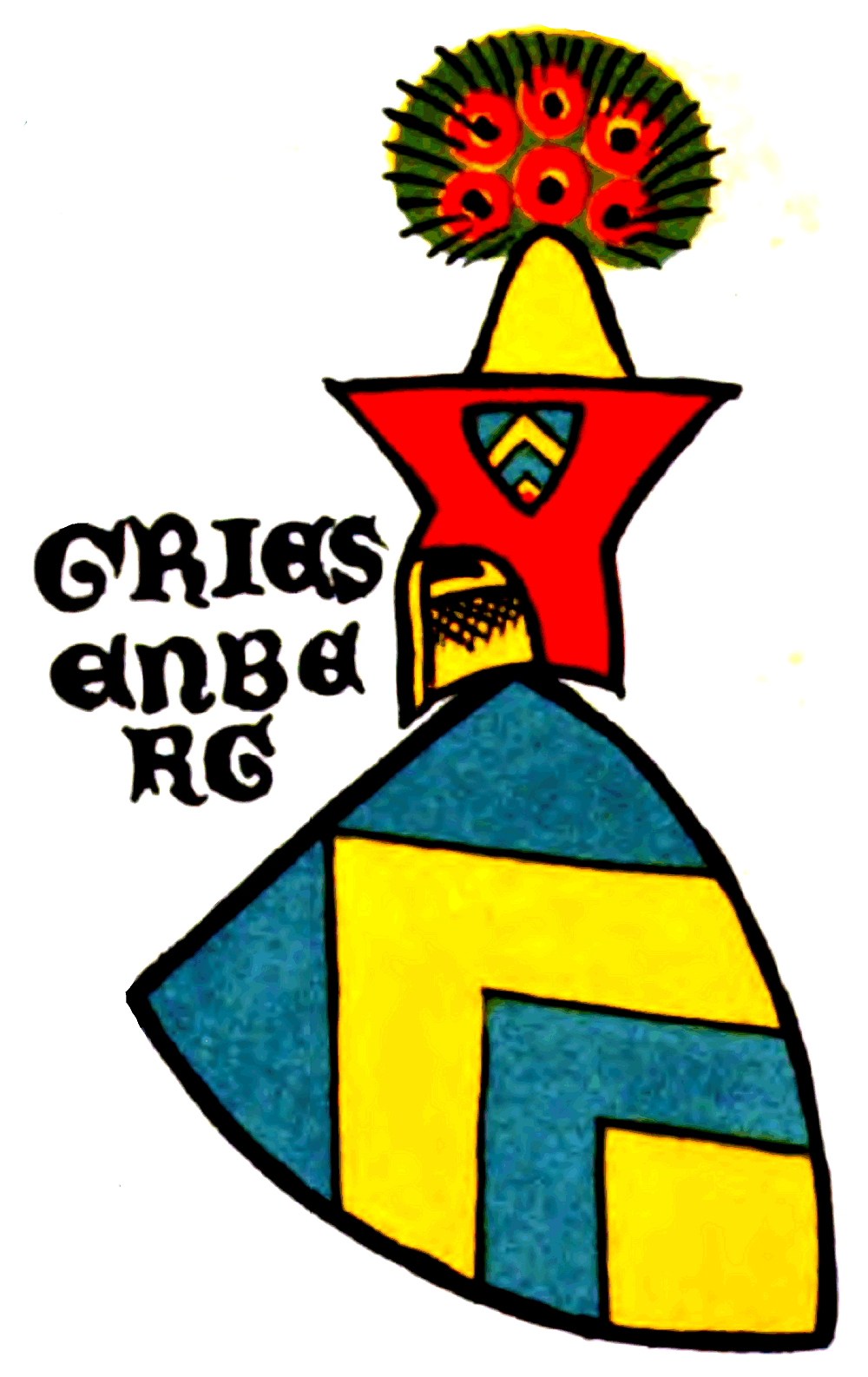
Das Wappen der Herren von Griesenberg findet sich in der Zürcher Wappenrolle von um etwa 1340.

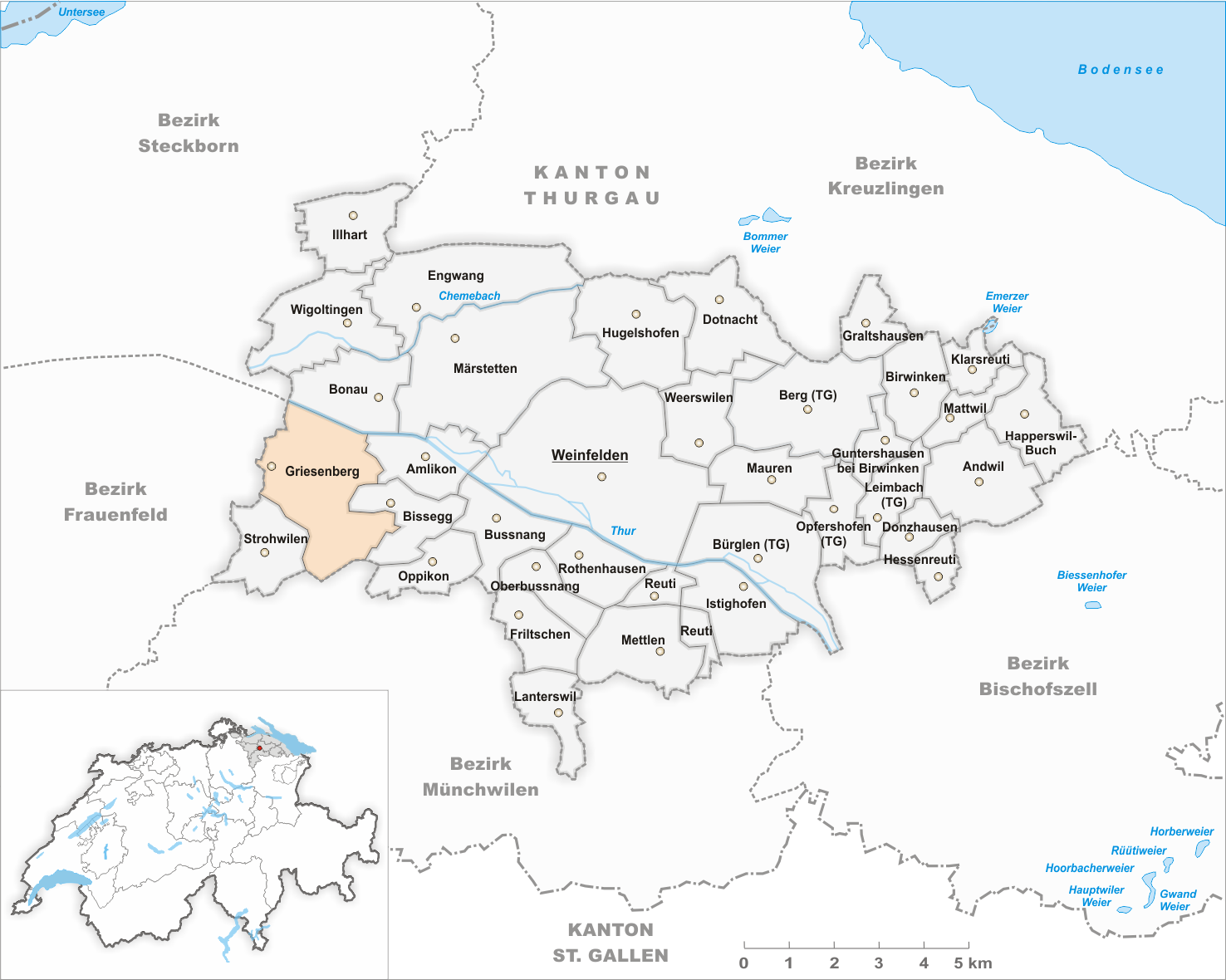
Gemeindestand vor der Fusion im Jahr 1995

Das 1256 erstmals erwähnte Griessinberc war ein alter St. Galler Klosterbesitz, der im Hochmittelalter den Freiherren von Bussnang unterstand. Zu Beginn des 13. Jahrhunderts wurde die westliche Hälfte des Bussnanger Einflussbereichs eine selbstständige Herrschaft. Deren Verwaltungszentrum war die Burg Alt-Griesenberg , nach deren Zerstörung 1289 durch die Habsburger Neu-Griesenberg .
Nach dem Tod des letzten Sprosses des Geschlechts, Lütold von Griesenberg, kam die Herrschaft 1325 an dessen Tochter Adelheid. 1367 musste sie zwischenzeitlich den Brüdern Harzer aus Konstanz verpfändet werden, bevor sie Adelheids Tochter aus erster Ehe, Clementia, 1397 dem Konstanzer Bürger Konrad von Hoff verkaufte. Im 15. und frühen 16. Jahrhundert gelangte sie in den Besitz verschiedener Familien, bis sie 1529 der Konstanzer Bürger Heinrich von Ulm erwarb. Dessen Nachkommen veräusserten sie 1759 der Stadt Luzern. Diese wiederum fand 1793 in Wolf Dreyfus einen Käufer. Über Karl Anton Kraft, österreichischer Oberamtmann zu Stockach, kam der Besitz 1795 an die Zürcher Familie Schulthess. Eine Gerichtsoffnung von 1475, die 1605 erneuert wurde, bestimmte die Rechte der Herrschaftsleute. 1791 wurde die Gemeinde Griesenberg gegründet und 1749 die Gemeinde Benikon, die sich 1813 mit Griesenberg zusammenschloss.
Kirchlich war Griesenberg Leutmerken unterstellt, das 1529 reformiert wurde.
1548 floh der Konstanzer Reformator Ambrosius Blarer nach Leutmerken, wo er 1548 und 1563 als evangelischer Pfarrer wirkte.
Die Kirche Leutmerken wurde bereits im Jahr 814 erstmals erwähnt.
Mit der Konversion des Gerichtsherrn Marx von Ulm 1607 setzte die Gegenreformation ein.
Bis ins 19. Jahrhundert herrschte Kornbau vor, dann Vieh- und Milchwirtschaft sowie Feldobstbau. Der Holzhof, ab 1858 im Besitz der Familie Wartmann, ist eine der Wiegen des Schweizer Tilsiters, der seit ca. 1893 produziert wird.
1934 wurde die Strasse in Bänikon mit einem Abfallölbelag versehen.

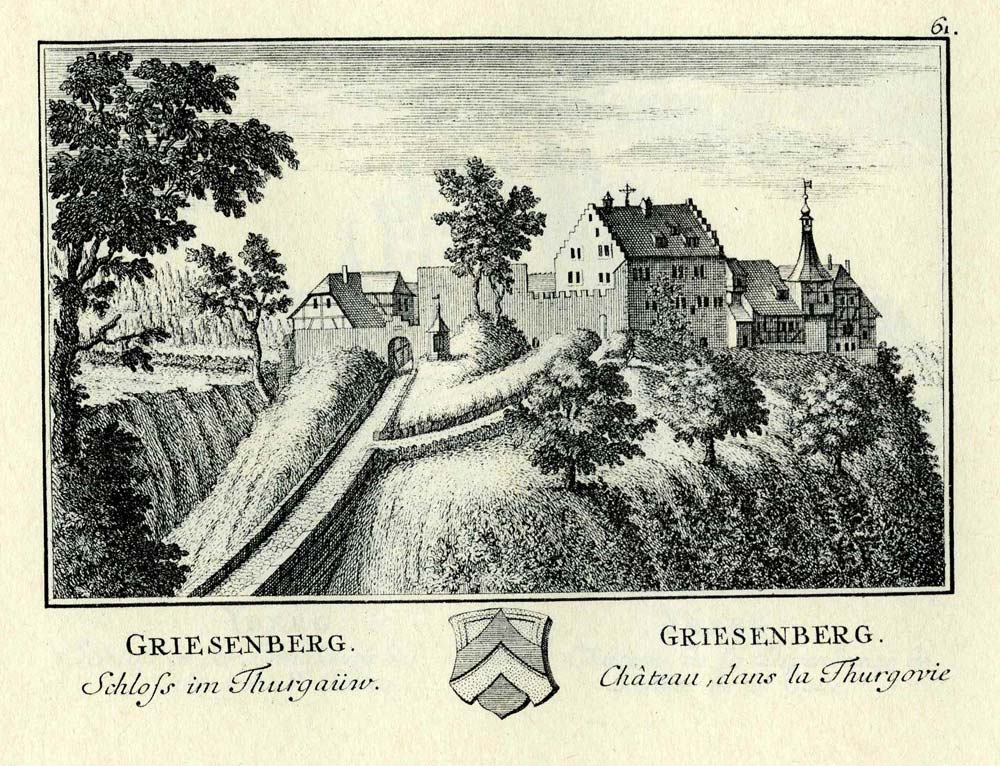
Die 1291 erbaute Burg Neu-Griesenberg stürzte 1760 wegen Unterhöhlung des Felsens in die Tiefe.

## Bevölkerung
| Jahr               | 1850  | 1900  | 1950  | 1990  | 2000  | 2010  | 2018  |
| ------------------ | ----- | ----- | ----- | ----- | ----- | ----- | ----- |
| Ortsgemeinde       | 500   | 438   | 397   | 352   |       |       |       |
| Weiler Griesenberg |       |       |       |       | 20    | 19    | 15    |
| Bänikon            |       |       |       |       | 118   | 121   | 105   |
| Fimmelsberg        |       |       |       |       | 43    | 49    | 42    |
| Quelle             | [ 2 ] | [ 2 ] | [ 2 ] | [ 2 ] | [ 7 ] | [ 3 ] | [ 8 ] |

## Persönlichkeiten
- Otto Wartmann (1890–1959): Thurgauer Grossratspräsident und Nationalrat (BGB, 1935–1959); Käser in Holzhof, brachte den Tilsiter Käse in die Schweiz[9]
- Bruno Haag, wohnhaft in Leutmerken: Thurgauer Grossratspräsident (1992)[9]

## Sehenswürdigkeiten
Die paritätische Kirche Leutmerken wurde erstmals 1275 erwähnt. Griesenberg und der Weiler Leutmerken sind im Inventar der schützenswerten Ortsbilder der Schweiz aufgeführt. Die folgenden Gebäude zählen zu den geschützten Kulturgütern, wobei sich in Griesenberg am ehemaligen Verwaltungsgebäude, Schlossstrasse 14–18, eine rekonstruierte mittelalterliche Trülle, ein so genanntes Drehhäuschen erhalten hat.

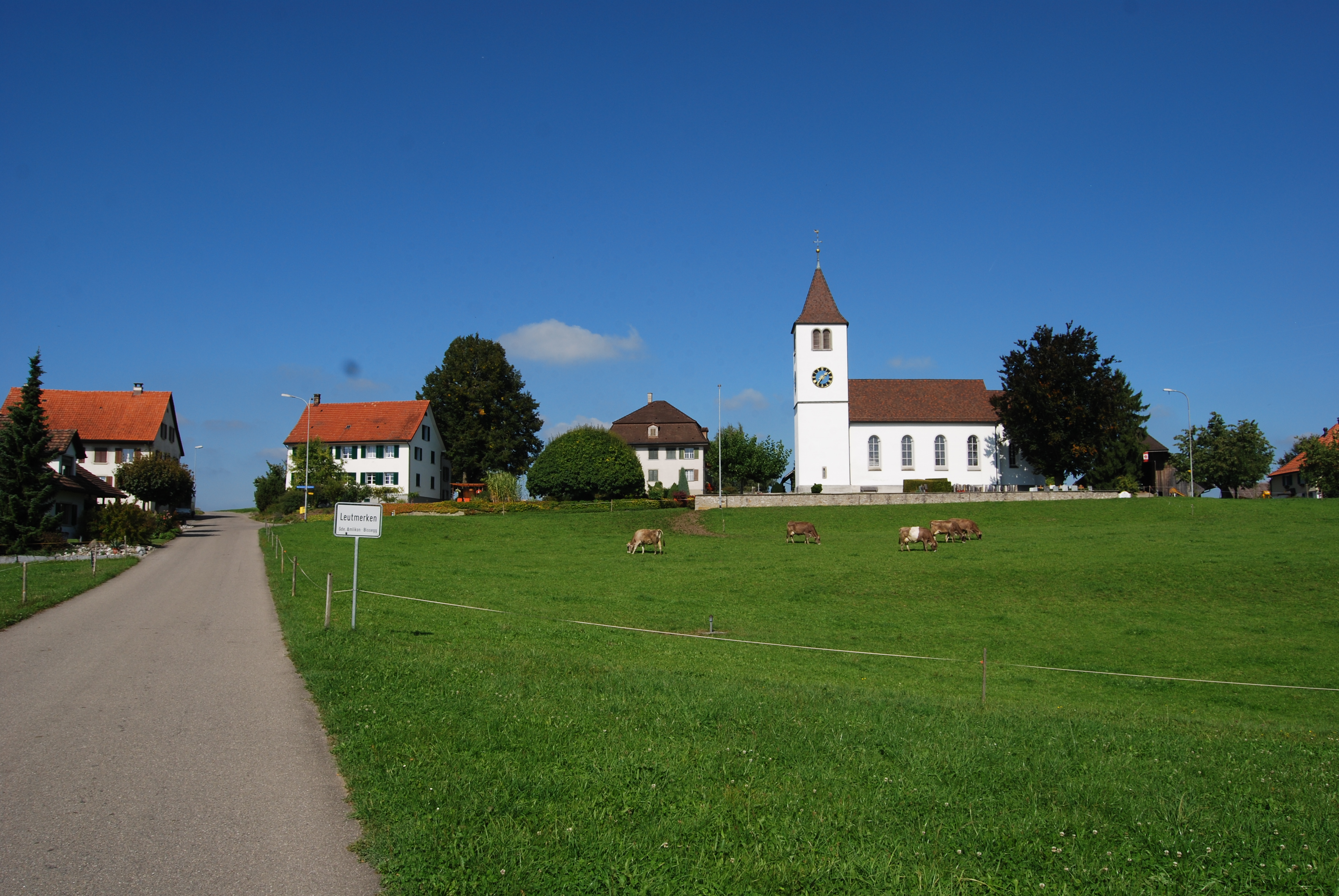
Paritätische Kirche St. Peter und Paul Leutmerken
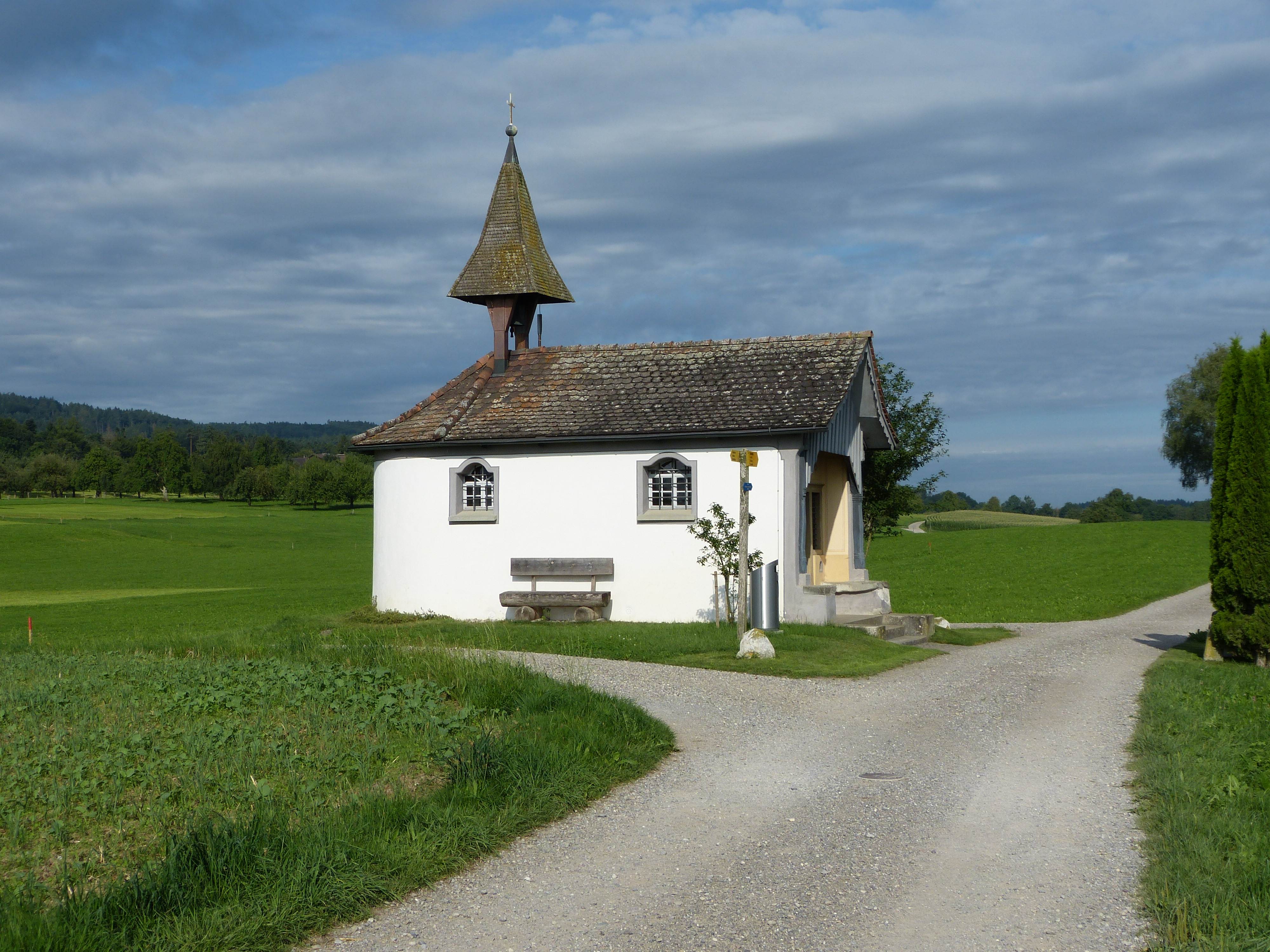
Katholische Kapelle Maria am hohen Wege in Fimmelsberg
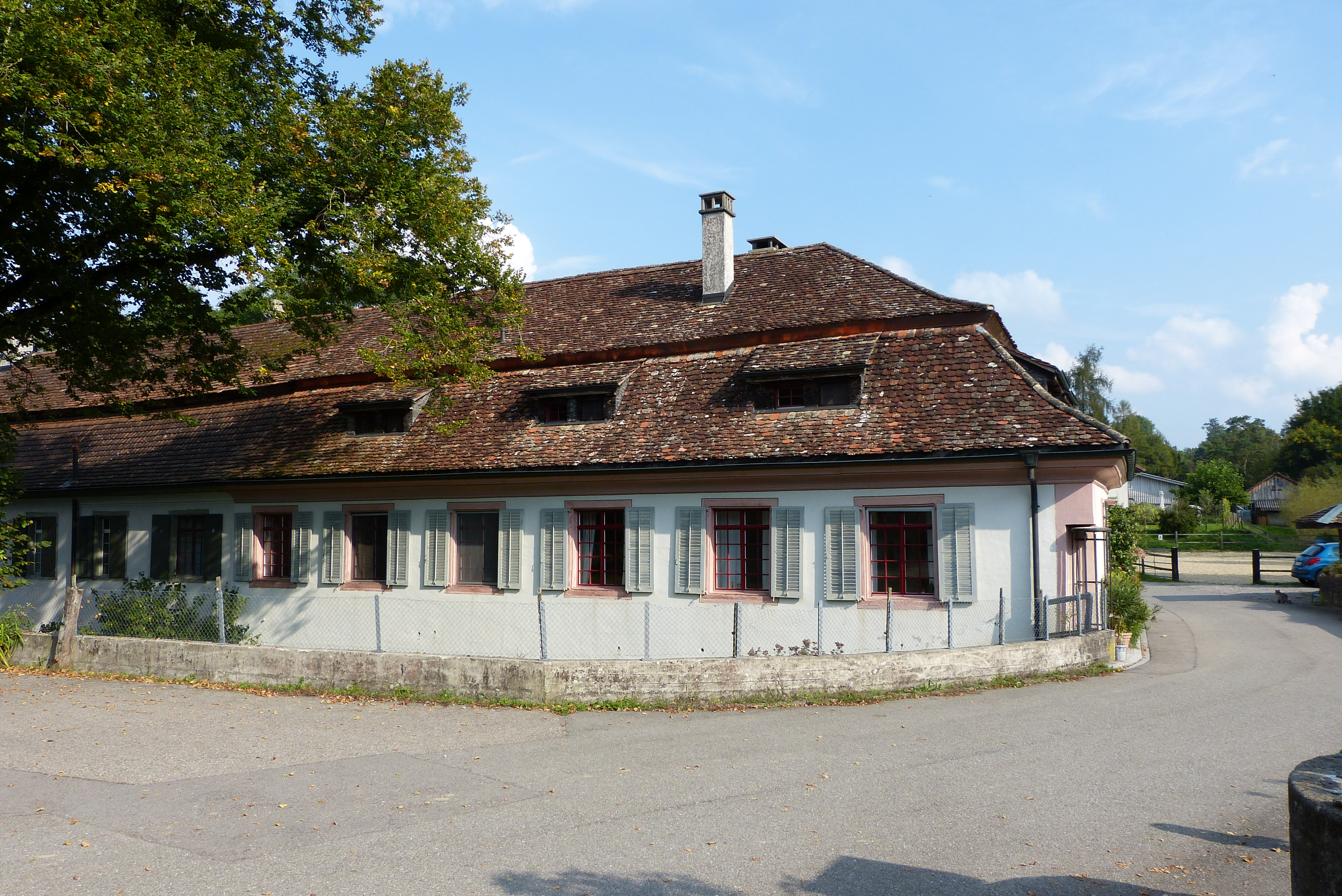
Haus mit Trülle an der Schlossstrasse 14–18 in Griesenberg
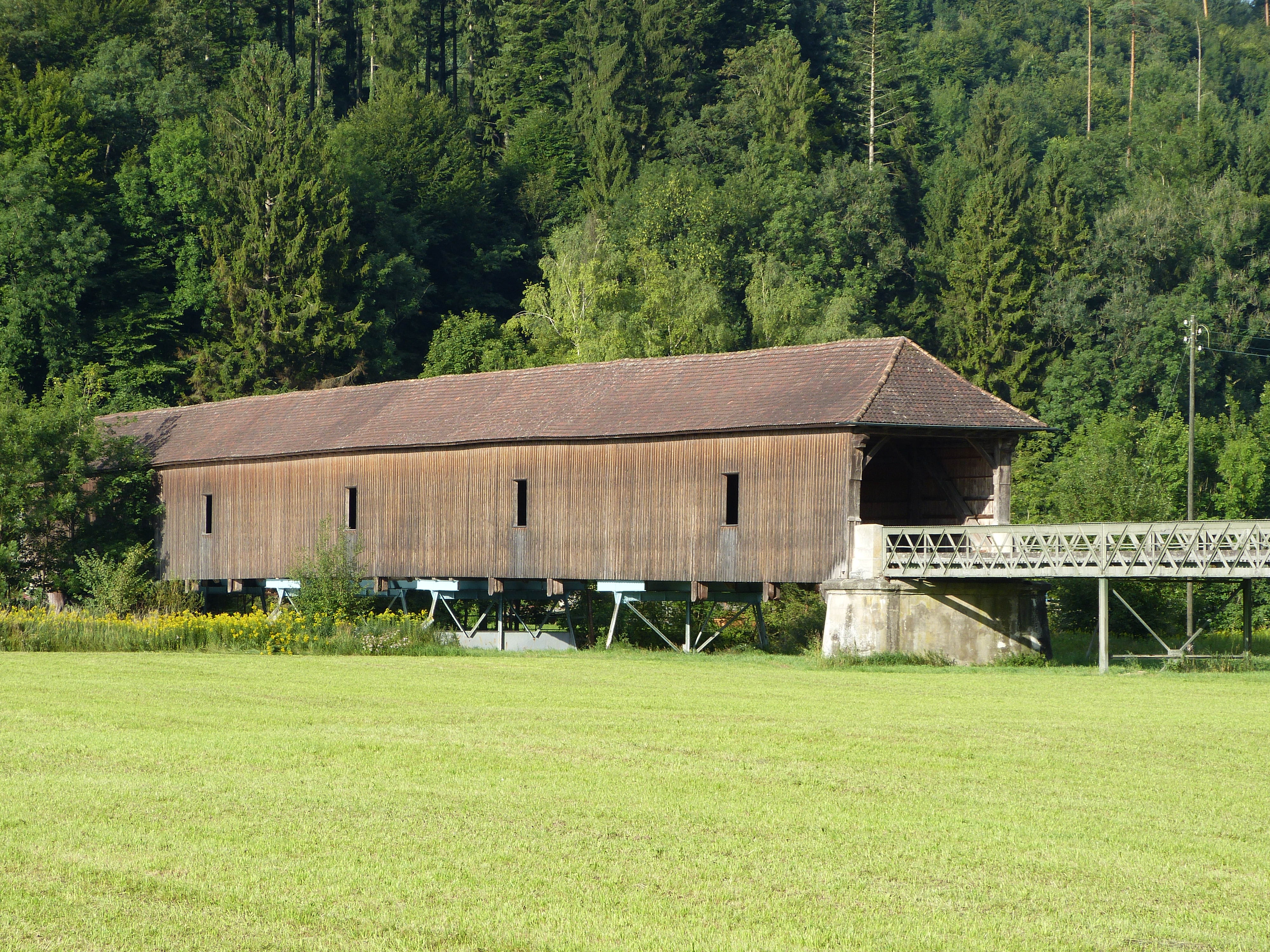
Eschikofer Brücke über die Thur
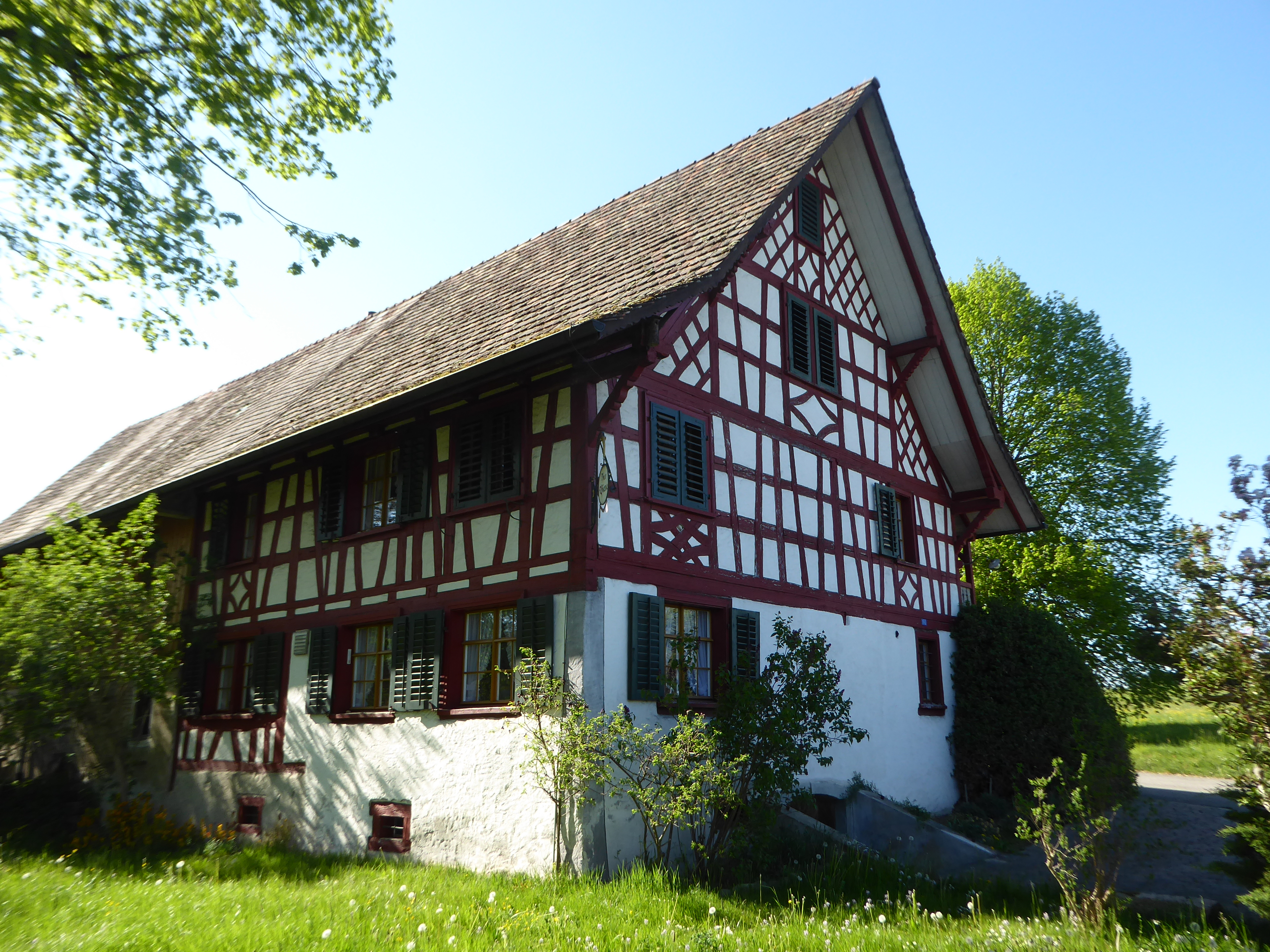
Ehemaliges Restaurant Biene in Maltbach
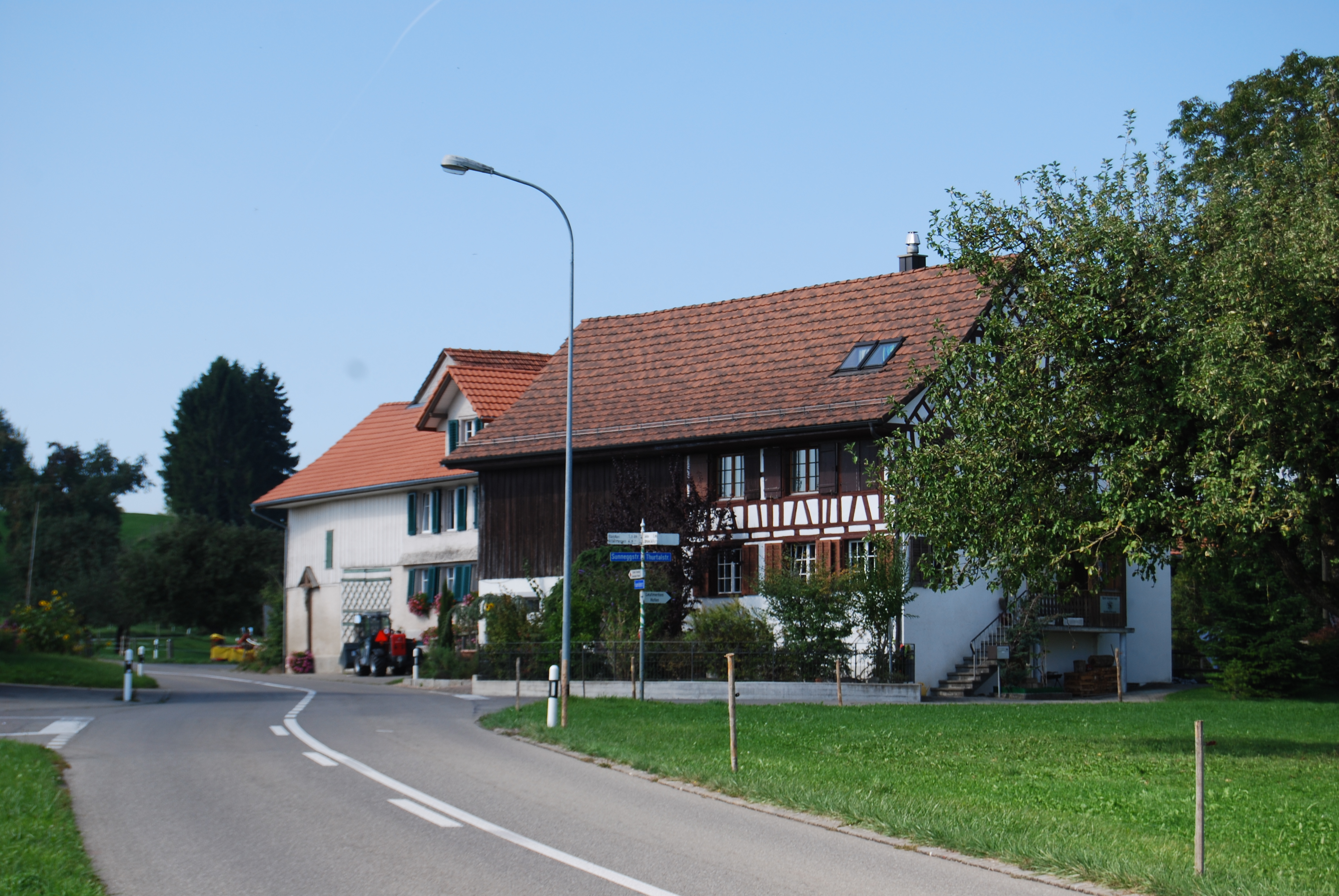
Weiler Kreuz an der Strasse Bissegg–Griesenberg